# 忠诚的反对派
在政府的议会制度中，“忠诚的反对派”是立法机构中的反对党。“忠诚”一词表明，虽然非执政党可能反对现任内阁的行动，但仍然忠于政府权力的来源。英国审判异议的构想促使了该概念的出现。

## 概念
此短语源自1826年约翰·霍布豪斯在英国议会的一次辩论中使用的「陛下的忠诚反对派」（英語：His Majesty's Loyal Opposition）一词。目的在于说明，国家立法机构中的议员可能会反对现任政府的政策，包括选举产生的立法院中拥有最多席位的政党的议员，同时保持对国家更高权威和民主运作的更大框架的尊重。因此，这一概念允许对一个正常运作的民主制度提出必要的异议，而不必担心被指控犯有叛国罪。
作为加拿大众议院忠诚反对派的前领导人叶礼庭在2012年斯坦福大学的一次演讲中说：「反对派履行对民主本身至关重要的对抗性功能……政府无权质疑那些反对他们的人的忠诚。敌人仍然是同一个国家的公民，同一个君主的共同臣民，同一法律的仆人。」

## 英联邦
忠诚反对派的概念存在于英联邦的各个领域，在其中被正式称为“陛下的忠诚反对派”，亦被非正式地称为“官方反对派”。由于最大反对党的领导人通常拥有第二多的议会席位，被指定为国王陛下（或女王陛下）的忠诚反对派的领袖。这一传统最早出现于最古老的联合王国——18世纪的英联邦。
忠诚的反对派负责审查政府的立法和政策，并非参与不同团体支持下的政府候选人之间的竞争。国王拥有的主权划分也更为具体。此外，对这一概念的引入可以改良联邦僵硬的议会制度：议员可以把对王国的忠诚和对执政者的反对分开，不必担心会被视为反叛，而不是如以前只有一个“国王的政党”。
忠诚的议会反对派的概念也通过殖民统治被根植于其他国家，英国议会结构影响了这些国家的政府。 因此，在英联邦的某些地区，甚至在总理的头衔之前就有“陛下忠诚的反对派”一词。 此外，在加拿大和澳大利亚等联邦制国家，国王陛下的忠诚反对派也与其他议会相同，受雇于省或州立法机关。